# Kalevala nationalpark
För andra betydelser, se Kalevala (olika betydelser).
Kalevala nationalpark (ryska: Калевальский национальный парк) är en nationalpark i Karelska republiken i Ryssland.
Parken inrättades den 30 november 2006. Den ligger i det rysk-finska gränsområdet i västligaste Karelska republiken och har en areal på 74 343 ha. 70% av ytan täcks av skog – till övervägande del barrskog – 19% av myrar och 9,5% av vatten.